# Predicción

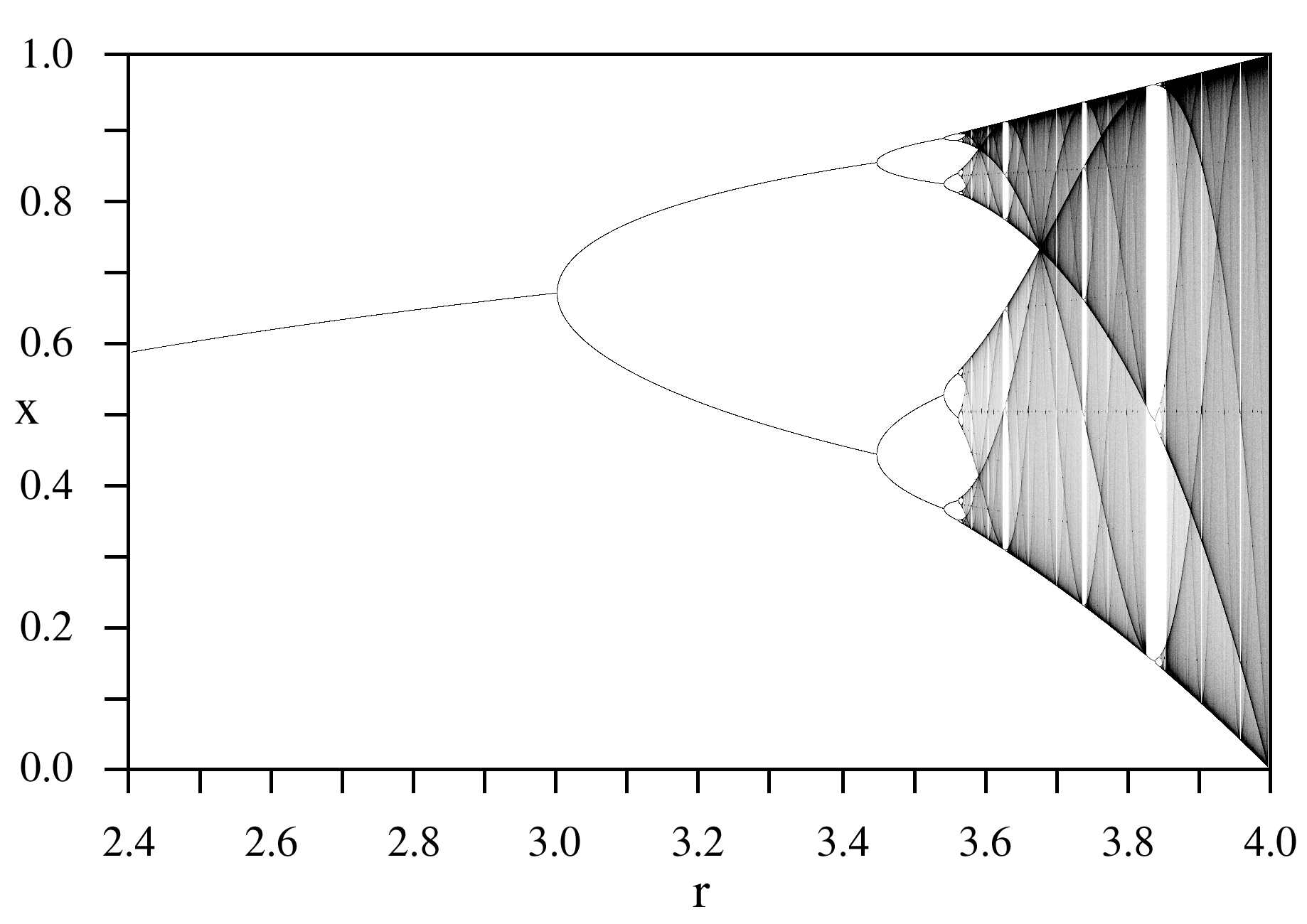
La teoría del caos probó que incluso sistemas realmente simples pueden resultar impredictibles / impredecibles con precisión en la práctica aun siendo deterministas. En la figura se muestra el diagrama de bifurcación para la aplicación logística cuya relación de recurrencia es simplemente

El término predicción puede referirse tanto a la «acción y al efecto de predecir» como a «las palabras que manifiestan aquello que se predice»; en este sentido, predecir algo es «anunciar por revelación, ciencia o conjetura algo que ha de suceder».

## Predicción científica
La predicción constituye una de las esencias clave de la ciencia, de una teoría científica o de un modelo científico. Así, el éxito se mide por el acierto que tengan sus predicciones.
La predicción en el contexto científico es una declaración precisa de lo que ocurrirá en determinadas condiciones especificadas. Se puede expresar a través del silogismo: "Si A es cierto, entonces B también será cierto."[cita requerida]
El método científico concluye con la prueba de afirmaciones que son consecuencias lógicas del corpus de las teorías científicas. Generalmente esto se hace a través de experimentos que deben poder repetirse o mediante estudios observacionales rigurosos.[cita requerida]
Una teoría científica cuyas aseveraciones no son corroboradas por las observaciones, por las pruebas o por experimentos probablemente será rechazada. El falsacionismo de Karl Popper considera que todas las teorías deben ser puestas en cuestión para comprobar su rigor.[cita requerida]
Las teorías que generan muchas predicciones que resultan de gran valor (tanto por su interés científico como por sus aplicaciones) se confirman o se falsean fácilmente y, en muchos campos científicos, las más deseables son aquellas que, con número bajo de principios básicos, predicen un gran número de sucesos.[cita requerida]
Las predicciones científicas pretenden tener un sentido de realidad, pero siempre se realizan sobre los supuestos que se han considerado en el modelo. Por ello siempre pueden existir variables ocultas que no se han tenido en cuenta. Esto explica la falibilidad de la ciencia tanto en sus observaciones como en las leyes generales y teorías que produce frente a un pretendido justificacionismo a ultranza. Esto es de especial relevancia para las ciencias cuyos modelos son idealizaciones muy pobres con respecto a lo real. Es importante tener en cuenta la distinción técnica que hacen algunos filósofos entre lo real y la realidad, en el sentido de que "realidad" es lo real en tanto que "es conocido"; lo que viene a significar que conocer de alguna manera es hacer "realidad" lo "real"; pues de lo desconocido ni siquiera podemos saber qué es lo real. Por esto la verdad científica actúa como postulado que dinamiza el progreso del conocimiento; no se trata de una verdad reconocida como tal de forma definitiva y eterna. La consideración del conocimiento como producto de un sistema complejo y evolutivo hace posible la aceptación del conocimiento como verdad objetiva con suficiente garantía de realidad. Otro ejemplo es el caso de las predicciones meteorológicas. Los modelos siempre suponen una idealización que no puede tener en cuenta todas las variables posibles, lo que no quita el valor a sus predicciones. Más complejo aún es cuando las predicciones se hacen sobre modelos sociales. La ciencia avanza perfeccionando el conocimiento acerca de lo real y no estableciendo verdades definitivas.

### Dificultad de predicción en numerosos campos de la ciencia
Algunos campos de la ciencia tienen gran dificultad de predicción y pronóstico exacto. En algunos campos la complejidad de datos lo hace difícil (pandemias, demografía, la dinámica de la población, la predicción del clima, la predicción de los desastres naturales y, en general, la meteorología). Las dificultades de predicción obedece a diferentes causas:
- Variables ocultas no conocidas. En ocasiones, en un proceso natural intervienen junto con ciertos factores relevantes bien identificables, medibles y cuantificables, otros factores cuya presencia o ausencia es difícil de determinar y cuya presencia tiene una influencia determinante en el resultado de proceso. Estos factores cuya presencia es difícil o imposible de determinar es lo que se denomina variable oculta. Los modelos de variables ocultas se han investigado ampliamente en mecánica cuántica con el fin de construir teorías deterministas que den cuenta del resultado aparentemente aleatorio de ciertas medidas.[cita requerida]

- Dinámica desconocida o compleja. En ocasiones, aunque se conocen todas las variables relevantes para predecir el resultado de un proceso, las relaciones entre estas variables no se conocen con precisión, o bien cuando éstas se conocen las predicciones basadas en ellas son complicadas por problemas relacionados con la computación o cálculo del efecto previsible de las mismas. En concreto, los sistemas son sensiblemente dependientes de las condiciones iniciales, y cualquier imprecisión en la determinación inicial de las variables hará que el valor predicho diverja con el tiempo del valor real. Dado que el sistema atmosférico mundial presenta dependencia sensible de las condiciones iniciales, la predicción del tiempo meteorológico solo es posible con unos pocos días de antelación.

Las anteriores explicaciones son compatibles con el determinismo, y una posibilidad más radical que impediría la predicción efectiva es que un fenómeno fuera efectivamente aleatorio o su comportamiento con el conocimiento actual no pudiera distinguirse del comportamiento genuinamente aleatorio.[cita requerida]

### Predictibilidad y determinismo

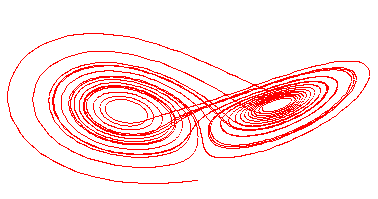
El atractor de Lorenz apareció en el contexto de la meteorología, donde Lorenz formuló un modelo simplificado de atmósfera que resultó ser determinista pero no predictible / predecible. Por razones similares, el tiempo atmosférico real, que es algo más complejo, aun siendo determinista no permite predicciones fiables con semanas de antelación dada la precisión de las medidas actuales usadas para elaborar dichas predicciones.

Frecuentemente se confunde el determinismo de una determinada teoría física, como por ejemplo la mecánica newtoniana, con la predictibilidad efectiva a mediano o largo plazo.
Es evidente la evolución temporal en la que los sistemas físicos macroscópicos pueden ser descritos por ecuaciones diferenciales y, por tanto, desde un punto de vista formal son deterministas, ya que las condiciones iniciales determinan todo el futuro de la evolución temporal. Sin embargo, esa posibilidad teórica no es factible en la práctica, debido a que algunos sistemas presentan alta "sensibilidad a las condiciones iniciales", lo que significa que pequeños errores en la medición que sirve para determinar las condiciones iniciales conllevan divergencias exponenciales con el tiempo.
Los sistemas caóticos (por ejemplo, los sistemas meteorológicos) son de ese tipo, razón por la cual, aunque son deterministas, no permiten una predicción efectiva a largo plazo. Actualmente los modelos computacionales usados en la predicción del tiempo son altamente fiables con cuatro días de antelación y, aunque se hacen simulaciones a diez días o más, se conoce que en ese intervalo son poco aproximados. Por consiguiente la predicción del clima a largo plazo solo es fiable para comportamientos generales, pero no para una predicción meteorológica precisa. En el caso del tiempo atmosférico su carácter caótico fue sugerido de Edward Lorenz en 1963, los métodos topológicos aplicados a la hidrodinámica han permitido establecer límites requeridos para la precisión sobre los datos iniciales para hacer pronósticos fiables, en la actualidad las simulaciones numéricas a 3 o 4 días son fiables, pero con más de 10 días resultan muy poco precisas.

## Predicción no científica

### Prospectiva o futurología
La prospectiva es un conjunto de metodologías o técnicas usadas con el objetivo de estudiar posibles escenarios futuros y su probabilidad, para tomar decisiones racionales, económicas o políticas. A lo largo de los tiempos, diversas disciplinas y enfoques se han relacionado con este campo. Si bien la prospectiva frecuentemente usa discusiones racionales y ciertos resultados científicos, tal como se aplica usualmente, va más allá del método científico, aunque en ocasiones puede proporcionar una discusión racional interesante o útil, aunque no estrictamente científica.

### Pseudociencia
Diversas pseudociencias, creencias y obras de ficción hacen referencia a hipotéticas predicciones del futuro.